# Пенка Василева
Пенка Василева Емануилова е българска драматична актриса.

## Биография
Родена е в Казанлък на 25 юли 1895 г. През 1927 г. завършва Драматично-театралната школа при Народния театър. От 1926 до 1930 и от 1945 до 1964 г. играе в Народния театър. През 1930 – 1945 г. работи във Варна, Русе, Пловдив, Скопски народен театър, Перник и Враца. Играе в Софийски областен театър, Плевенски областен театър и Видински общински театър. Умира на 28 май 1981 г. в Латина, Италия.

## Роли
Пенка Василева играе множество роли, по-значимите са:
- Мара – „Д-р“ от Бранислав Нушич
- Баба Гицка – „Големанов“ от Ст. Л. Костов
- Костанда – „Свекърва“ от Антон Страшимиров
- Кручинина – „Без вина виновни“ от Александър Островски
- Мей – „Щурецът на огнището“ от Чарлз Дикенс
- майката – „Майката“ от Карел Чапек[1]

## Телевизионен театър
- „Вампир“ (1970) (Антон Страшимиров)
- „Вражалец“ (1970) (Ст. Л. Костов) (Първа реализация)

## Филмография
- Във влака (1971) - бабата
- Семейство Калинкови (1966), 12 серии – баба Гина, жена на дядо Динко
- Големанов (1958) - баба Гицка